# Non Thai (huyện)
Non Thai (tiếng Thái: โนนไทย) là một huyện (amphoe) của tỉnh Nakhon Ratchasima, đông bắc Thái Lan.

## Lịch sử
Ban đầu, khu vực này là Khwaeng San Thia (แขวงสันเทียะ).
Năm 1900, Khwaeng San Thia được chuyển thành huyện và đổi tên thành Non Lao. Tuy nhiên năm sau lại được đổi tên thành San Thia. Năm 1919, tên của huyện được đổi thành Non Lao. Cuối cùng, trong thời kỳ chủ nghĩa dân tộc Thái dưới thời nguyên soái Plaek Phibunsongkhram, tên của huyện đổi thành Non Thai năm 1941.

## Địa lý
Các huyện giáp ranh (từ phía bắc theo chiều kim đồng hồ) là Phra Thong Kham, Kham Sakaesaeng, Non Sung, Mueang Nakhon Ratchasima, Kham Thale So và Dan Khun Thot.

## Hành chính
Huyện in subdivided into 10 phó huyện (tambon). Có three subdistrict municipalities (thesaban tambon) - Non Thai nằm trên một phần của tambon Non Thai, Khok Sawai nằm trên một phần của tambon Sai O, còn Banlang nằm trên toàn bộ  tambon cùng tên.
| 1.  | Non Thai   | โนนไทย |  |
| 2.  | Dan Chak   | ด่านจาก |  |
| 3.  | Kampang    | กำปัง   |  |
| 4.  | Samrong    | สำโรง  |  |
| 5.  | Khang Phlu | ค้างพลู  |  |
| 6.  | Ban Wang   | บ้านวัง  |  |
| 7.  | Banlang    | บัลลังก์  |  |
| 8.  | Sai O      | สายออ  |  |
| 9.  | Thanon Pho | ถนนโพธิ์ |  |
| 14. | Makha      | มะค่า   |  |

Các con số mất là tambon nay tạo thành huyện Phra Thong Kham.